# 劉璣 (成化辛丑進士)
劉璣（1457年—1533年），字用齊，號近山，陝西西安府咸寧縣人，明朝政治人物。

## 生平
成化十六年（1480年）庚子科陝西鄉試第二名舉人，十七年（1481年）中式辛丑科會試第一百七十五名，三甲第七十名進士。授曲沃縣知縣，升戶部主事，升員外郎，弘治十二年（1499年）出為瑞州府知府，十五年（1502年）調九江府知府，十六年（1503年）丁母憂去職。服闋，正德元年（1506年）起為衡州府知府。
劉璣為宦官劉瑾同鄉。劉瑾掌權後，劉璣迅速升遷。正德二年（1507年）十月升太僕寺少卿，三年（1508年）三月升太常寺卿，提督四夷館，五月升戶部右侍郎，九月升戶部尚書，五年（1511年）八月與另一位劉瑾同鄉兵部右侍郎陳震同被罷職，嘉靖十二年（1533年）四月卒於家。著有《正蒙會稿》。

## 家族
曾祖劉敏中；祖父劉懋；父劉鑑，母李氏。具慶下。弟劉瑀。